# Дымогарные трубы

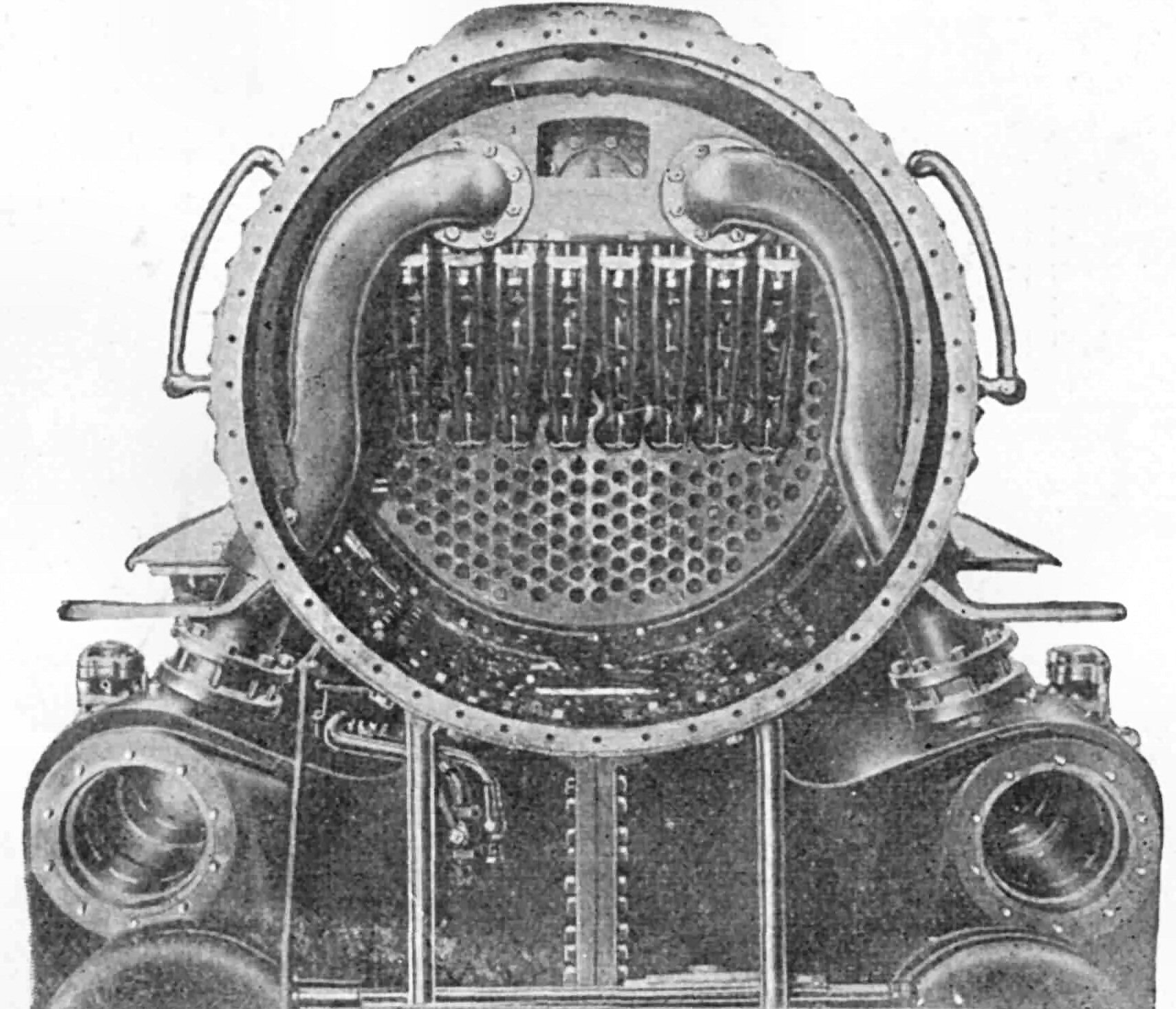
Вид на трубчатую решётку. Расположенные в нижней части дымогарные трубы заметно меньше в диаметре, чем расположенные над ними жаровые

Дымогарные трубы — элементы конструкции парового котла, основной компонент его цилиндрической части, служащие для увеличения площади нагрева. Как понятно из названия, данные трубы предназначены для пропуска горячих газов горения, образовавшихся в топке, и передачи теплоты этих газов воде, окружающей данные трубы. Суммарная площадь всех дымогарных труб, а также площади нагрева топки, есть испаряющая поверхность нагрева котла.
Прототипы современных дымогарных труб появились достаточно давно и применялись не только на паровых котлах. Одним из примеров этого является самовар с вертикальной дымогарной трубой. В дальнейшем схема парового котла с одной дымогарной трубой довольно часто применялась в начале XIX века. Настоящий же прорыв в применении дымогарных труб произошёл в 1829 году, когда Джордж Стефенсон на своём новом паровозе «Ракета» установил сразу 25 таких труб, что резко увеличило парообразование, благодаря чему паровоз смог выиграть соревнования.
Количество дымогарных труб во многом определяет тяговые и теплотехнические свойства паровоза. Увеличение числа дымогарных труб позволяет за одно и то же время производить больше пара, однако их максимальное количество ограничивает ряд факторов. Прежде всего это размеры самого котла, а также минимальный уровень воды в котле. Также часть объёма требуется для установки жаровых труб (пароперегреватель). Помимо этого, количество дымогарных труб ограничено по условиям прочности торцевых решёток и по минимальному расстоянию между трубами (необходимо для свободного пропуска пузырьков пара).